# Хёйберг, Маркус Снёве
Ма́ркус Снёве Хёйберг (норв. Markus Snøve Høiberg; род. 6 июня 1991, Оппдал, Сёр-Трёнделаг) — норвежский кёрлингист.
В составе мужской сборной Норвегии участник трёх зимних Олимпийских игр (пятое место в 2014, шестое место в 2018 и 2022); участник восьми чемпионатов мира (лучший результат — чемпионы в 2014), пяти чемпионатов Европы (лучший результат — чемпионы в 2010), трёх зимних Универсиад (лучший результат — бронзовые призёры в 2017). Трёхкратный чемпион Норвегии среди мужчин. В составе юниорской мужской сборной Норвегии участник шести чемпионатов мира (лучший результат — бронзовые призёры в 2011). Трёхкратный чемпион Норвегии среди юниоров.
Играет в основном на позициях второго и третьего.

## Достижения
- Чемпионат мира по кёрлингу среди мужчин: золото (2014), серебро (2015).
- Чемпионат Европы по кёрлингу: золото (2010), серебро (2013).
- Кубок мира по кёрлингу 2018/2019: серебро (1 этап).
- Чемпионат Норвегии по кёрлингу среди мужчин: золото (2016, 2017, 2018, 2024), серебро (2012, 2013, 2015, 2020, 2022), бронза (2014).
- Зимние Универсиады: бронза (2017).
- Чемпионат мира по кёрлингу среди юниоров: бронза (2011, 2012).
- Чемпионат Норвегии по кёрлингу среди юниоров: золото (2010, 2011, 2012).

- Почётный приз Collie Campbell Memorial Award (вручается кёрлингисту, который показывает наилучший уровень игры в кёрлинг и наилучшим образом демонстрирует «дух кёрлинга»): 2018.

## Команды
| Сезон                                             | Четвёртый                 | Третий               | Второй                | Первый                  | Запасной                                              | Турниры                                                                                      |
| ------------------------------------------------- | ------------------------- | -------------------- | --------------------- | ----------------------- | ----------------------------------------------------- | -------------------------------------------------------------------------------------------- |
| 2006—07                                           | Stein Fredrik Mellemseter | Стеффен Меллемсетер  | Кристиан Рольвсьорд   | Маркус Хёйберг          | Øyvind Rogstad тренер: Пауль Энгер                    | ЧМЮ 2007 (7 место)                                                                           |
| 2007—08                                           | Кристиан Рольвсьорд       | Стеффен Вальстад     | Стеффен Меллемсетер   | Маркус Хёйберг          | Joacim Suther тренер: Пауль Энгер                     | ЧМЮ 2008 (4 место)                                                                           |
| 2008—09                                           | Кристиан Рольвсьорд       | Стеффен Вальстад     | Стеффен Меллемсетер   | Маркус Хёйберг          | Joacim Suther Frode Bjerke (ЧМЮ) тренер: Stig Høiberg | ЧМЮ 2009 (5 место)                                                                           |
| 2009—10                                           | Маркус Хёйберг            | Стеффен Меллемсетер  | Стеффен Вальстад      | Anders Bjoergum         |                                                       |                                                                                              |
| 2009—10                                           | Маркус Хёйберг            | Стеффен Меллемсетер  | Стеффен Вальстад      | Магнус Недреготтен      | Truls Rolvsjord тренер: Stig Høiberg                  | ЧМЮ 2010 (5 место)                                                                           |
| 2010—11                                           | Томас Лёвольд             | Стеффен Вальстад     | Маркус Хёйберг        | Frode Tobias Bjerke     |                                                       |                                                                                              |
| 2010—11                                           | Маркус Хёйберг            | Стеффен Вальстад     | Frode Bjerke          | Hans Roger Tommervold   | тренер: Петтер Моэ                                    | ЗУ 2011 (4 место)                                                                            |
| 2010—11                                           | Стеффен Меллемсетер       | Маркус Снёве Хёйберг | Магнус Недреготтен    | Сандер Рёлвог           | Эйрик Мён тренер: Stig Høiberg                        | ЧМЮ 2011                                                                                     |
| 2010—11                                           | Томас Ульсруд             | Торгер Нергор        | Кристофер Све         | Ховард Вад Петерссон    | Маркус Снёве Хёйберг тренер: Оле Ингвальдсен          | ЧЕ 2010 · ЧМ 2011 (4 место)                                                                  |
| 2011—12                                           | Маркус Хёйберг            | Магнус Недреготтен   | Sebastian Mellemseter | Сандер Рёлвог           | Эйрик Мён тренер: Stig Høiberg                        | ЧМЮ 2012 (4 место)                                                                           |
| 2012—13                                           | Томас Ульсруд             | Томас Лёвольд        | Кристофер Све         | Ховард Вад Петерссон    | Маркус Снёве Хёйберг тренер: Оле Ингвальдсен          | ЧМ 2013 (5 место)                                                                            |
| 2013—14                                           | Маркус Хёйберг            | Стеффен Вальстад     | Магнус Недреготтен    | Сандер Рёлвог           | Вильгельм Несс тренер: Оле Ингвальдсен                | ЗУ 2013 (4 место)                                                                            |
| 2013—14                                           | Маркус Хёйберг            | Стеффен Вальстад     | Магнус Недреготтен    | Сандер Рёлвог           | Стеффен Меллемсетер                                   | ЧНМ 2014                                                                                     |
| 2013—14                                           | Томас Ульсруд             | Торгер Нергор        | Кристофер Све         | Ховард Вад Петерссон    | Маркус Хёйберг тренер: Пол Трульсен                   | ЧЕ 2013 · ЗОИ 2014 (5 место) · ЧМ 2014                                                       |
| 2014—15                                           | Томас Лёвольд             | Маркус Хёйберг       | Магнус Недреготтен    | Александр Линдстрём     |                                                       |                                                                                              |
| 2014—15                                           | Томас Ульсруд             | Торгер Нергор        | Кристофер Све         | Ховард Вад Петерссон    | Маркус Снёве Хёйберг тренер: Пол Трульсен             | ЧМ 2015                                                                                      |
| 2015—16                                           | Маркус Хёйберг            | Стеффен Вальстад     | Магнус Недреготтен    | Александр Линдстрём     | Томас Лёвольд                                         |                                                                                              |
| 2015—16                                           | Стеффен Вальстад          | Маркус Хёйберг       | Магнус Недреготтен    | Александр Линдстрём     |                                                       | ЧНМ 2016                                                                                     |
| 2015—16                                           | Томас Ульсруд             | Торгер Нергор        | Кристофер Све         | Ховард Вад Петерссон    | Маркус Снёве Хёйберг тренер: Пол Трульсен             | ЧМ 2016 (5 место)                                                                            |
| 2016—17                                           | Стеффен Вальстад          | Маркус Хёйберг       | Магнус Недреготтен    | Александр Линдстрём     | Сандер Рёлвог тренер: Томас Лёвольд                   | ЧНМ 2017 · ЧМ 2017 (8 место)                                                                 |
| 2016—17                                           | Стеффен Вальстад          | Маркус Хёйберг       | Магнус Недреготтен    | Сандер Рёлвог           | Александр Линдстрём тренер: Томас Лёвольд             | ЗУ 2017                                                                                      |
| 2017—18                                           | Стеффен Вальстад          | Маркус Хёйберг       | Магнус Недреготтен    | Магнус Трульсен Вогберг | Стеффен Меллемсетер (ЧМ) тренер: Томас Лёвольд        | ЧНМ 2018 · ЧМ 2018 (5 место)                                                                 |
| 2017—18                                           | Томас Ульсруд             | Торгер Нергор        | Кристофер Све         | Ховард Вад Петерссон    | Маркус Хёйберг тренер: Томас Лёвольд                  | ЗОИ 2018 (6 место)                                                                           |
| 2018—19                                           | Стеффен Вальстад          | Маркус Хёйберг       | Магнус Недреготтен    | Магнус Вогберг          | Стеффен Меллемсетер (ЧЕ) тренер: Томас Лёвольд        | КМ 2018/19 (1 этап) · ЧЕ 2018 (5 место) · КМ 2018/19 (3 этап) (6 место) · ЧНМ 2019 (7 место) |
| 2019—20                                           | Томас Ульсруд             | Стеффен Вальстад     | Маркус Хёйберг        | Магнус Вогберг          | Магнус Недреготтен (ЧЕ) тренер: Томас Лёвольд (ЧЕ)    | ЧЕ 2019 (6 место) · ЧНМ 2020                                                                 |
| 2020—21                                           | Стеффен Вальстад          | Торгер Нергор        | Маркус Хёйберг        | Магнус Вогберг          | Эйрик Мён тренер: Томас Лёвольд                       | ЧМ 2021 (8 место)                                                                            |
| 2021—22                                           | Стеффен Вальстад          | Торгер Нергор        | Маркус Хёйберг        | Магнус Вогберг          | Магнус Недреготтен тренер: Томас Лёвольд              | ЧЕ 2021 (4 место) · ЗОИ 2022 (квал. 2021) · ЗОИ 2022 (6 место)                               |
| 2021—22                                           | Стеффен Вальстад          | Торгер Нергор        | Маркус Хёйберг        | Магнус Вогберг          |                                                       | ЧНМ 2022                                                                                     |
| 2023—24                                           | Магнус Недреготтен        | Стеффен Вальстад     | Ховард Вад Петерссон  | Торгер Нергор           | Маркус Хёйберг                                        | ЧНМ 2024                                                                                     |
| Кёрлинг для смешанных пар (mixed doubles curling) |                           |                      |                       |                         |                                                       |                                                                                              |
| 2016—17                                           | Линн Гитмарк              | Маркус Хёйберг       |                       |                         |                                                       | ЧНСП 2017 (5 место)                                                                          |

(скипы выделены полужирным шрифтом)

## Частная жизнь
Из семьи кёрлингистов: его отец Стиг Хёйберг (норв. Stig Høiberg) — кёрлингист и тренер, играл за мужскую команду Норвегии на чемпионате Европы 1998.